# خوجامیناسیشویلی

نمایی از نشان‌وارهٔ رسمی خاندان خوجامیناسیشویلی

خوجامیناسیشویلی (به انگلیسی: Khojaminasishvili) از خانوادهٔ تجار ثروتمند ارمنی ساکن گرجستان بود که با نشان پرنس از سوی پادشاه گرجستان «هراکلیوس دوم» Erekle II در ۱۷۷۵ مورد تجلیل قرار گرفت و سمت‌ها و عناوینش از سوی دولت امپراتوری روسیه در ۱۸۵۷ مورد تأیید قرار گرفت.